# Albert Parker Niblack
Albert Parker Niblack (Vincennes, Indiana, 25 de juliol, 1859 - Montecarlo (Mònaco), 20 d'agost de 1929), va ser un almirall dels Estats Units que va servir durant la Primera Guerra Mundial. El 1940, l'USS Niblack (DD-424), patrocinat per la seva vídua, va ser nomenat en el seu honor.

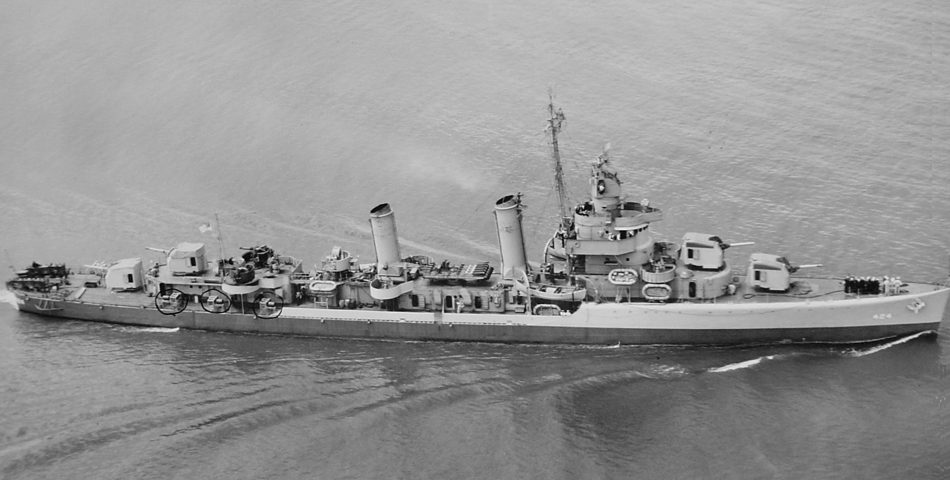
USS Niblack DD-424 01

## Biografia
Niblack, va ser nomenat membre de l'Acadèmia Naval dels Estats Units el 22 de setembre de 1876; graduat el 10 de juny de 1880; i va ser assignat a Lackawanna.
Durant les dècades següents, Niblack va servir en molts vaixells i va ocupar diversos llocs interessants a terra, com ara treball amb la Smithsonian Institution, servei a l'Oficina de Navegació i una gira a l'Oficina d'Intel·ligència Naval. Va guanyar el seu primer comandament, a l'Iroquois, el 10 de febrer de 1904, i posteriorment va comandar alguns dels vaixells més famosos de la Marina, com l'USS Hartford i l'USS Olympia. Va ser agregat naval a l'Argentina, el Brasil, Xile, Alemanya i els Països Baixos, i va ser membre de la Junta General.
Quan els Estats Units van entrar a la Primera Guerra Mundial, va prendre el comandament de la Divisió 1, Flota de l'Atlàntic dels EUA, amb l'Alabama (BB-8) com a vaixell insígnia el 5 d'abril de 1917, i va ser nomenat contraalmirall el 31 d'agost. Niblack va assumir el comandament de l'Esquadró 2, Força de Patrulla, el 23 d'octubre, i va servir en aquest càrrec a través de l'Armistici. El gener de 1919 va ser enviat a Venècia, Itàlia, per comandar les Forces Navals dels Estats Units a la Mediterrània oriental a bord de l'USS Olympia. Va esdevenir director d'Intel·ligència Naval l'1 de març de 1919 i agregat naval a Londres el 6 d'agost de 1920. Com a vicealmirall, va comandar les forces navals dels EUA en aigües europees del 15 de gener de 1921 al 17 de juny de 1922. Després de comandar el 6è districte naval a Charleston, es va retirar el vicealmirall 25 de juliol de 1923.
El 1927 Niblack va ser nomenat cap de l'Oficina Hidrogràfica Internacional a Mònaco, càrrec que va ocupar fins a la seva mort. Va ser membre de l'Ordre Militar del Carabao.
Va morir a Montecarlo, a Mònaco, el 20 d'agost de 1929.

## Publicacions
- The coast Indians of southern Alaska and northern British Columbia (1890).
- Albert P. Niblack, Putting Cargoes Through: The U.S.Navy at Gibraltar During the First World War, 1917-1919, Editat amb una introducció de John B. Hattendorf. (Gibraltar: Calpe Press, 2018).